# 에드워드 스테티니어스
에드워드 라일리 스테티니어스 2세(Edward Reilly Stettinius, Jr., 1900년 10월 22일 ~ 1949년 10월 31일)는 미국의 민주당 정치인으로 프랭클린 D. 루스벨트 및 해리 S. 트루먼 대통령 아래 48대 국무장관 (1944년 ~ 1945년)을 지내고 초대 유엔 주재 미국 대사 (1945년 ~ 1946년)였다.

## 어린 시절
일리노이주 시카고에서 태어난 스테티니어스는 에드워드 R. 스테티니어스 1세와 주디스 캐링턴의 4명의 자녀들 중에 3째였다. 그의 모친은 식민지 잉글랜드 계통의 버지니아인이었고, 부친은 독일계이자 미주리주 세인트루이스 토박이였다.
어린 스테티니어스는 스태튼아일랜드에 있는 가족 사유지의 대저택에서 자라와 1920년 폼프레트 학교를 졸업하고 1924년까지 버지니아 대학교에서 수학하였다. 그는 매우 몇몇의 과정들을 마치고 전혀 학위를 따지 않았으며 대신 그는 가난한 가족들에게 자선 활동에 자신의 시간을 보냈다. 그는 세븐 소사이어티의 회원이 되었다.
1926년 5월 15일 스테티니어스는 버지니아주 리치먼드의 두드러진 가족의 딸 버지니아 고든 월리스에게 결혼하였다. 부부는 3명의 아들 - 에드워드 3세와 쌍둥이 월리스와 조지프를 두었다.

## 경력
1926년 스테티니어스는 점원으로서 제네럴 모터스에서 일하기 시작하였으나 그의 연결들은 빠른 발전을 위하여 만들어졌다. 그는 가족의 친구 존 리 프랫의 보조인이 되었고, 1931년까지 그는 공공 노사 관계의 부회장이 되었다. 제네럴 모터스에서 그는 실업 구제 프로그램을 개발하는 일을 하였고, 프랭클린 D. 루스벨트와 접촉하였다.
1930년대에 민간 부분에서 스테티니어스의 업무는 공공 서비스로 변경하였다. 그는 미국산업부흥국에 봉사하였으나 1934년 그는 국가의 가장 큰 주식회사 U.S. 스틸에 가입하였을 때 민간 부분으로 돌아왔으며 결국적으로 1938년 그 의장이 되었다.
그러고나서 그는 공공 서비스로 돌아와 미국국방자문위원회에 봉사하여 전쟁자원위원회의 의장 (1939년)과 무기대여법 프로그램의 관리자를 지냈다. 그는 1943년 국무 부장관이 될 때까지 이후의 직위를 보유하였다. 코델 헐 국무장관의 부족한 건강이 1944년 그를 덤바턴오크스 회담의 의장으로 만들었고, 그해 12월 국무장관으로서 헐을 계승하였다. 스테티어스는 1945년 얄타 회담으로 미국 사절단의 일원이었다.
트루먼은 스테티니어스가 공산주의에 너무 연약하였고, 얄타에서 그가 루스벨트의 조언자였을 때 모스크바로 너무 많이 산출하였다고 생각이 들었다. 트루먼은 대체로서 옛 상원 친구 제임스 F. 번스를 염두에 두었다. 스테티니어스는 초대 유엔 주대 미국 대사로서 직위를 차지하러 국무장관으로서 사임하였다. 그는 유엔을 창조하는 데 50개의 연합국으로부터 함께 사절단들을 데려온 1945년 4월 25일부터 6월 26일까지 샌프란시스코에서 열린 회의로 미국 사절단의 의장을 맡았다. 국무부에서 스테티니어스 국무 부장관의 보조인을 지낸 찰스 W. 요스트가 유엔 회의에서 스테티니어스의 사무 총장으로 임명되었다. 소련과 긴장을 풀기 위한 도구로서 유엔을 이용하는 데 트루먼의 거절을 자신이 보았던 비판적이 되면서 1946년 6월 스테티니어스는 사임하였다.

## 이후의 생애
사생활로 돌아온 후에 3년동안 그는 버지니아 대학교의 총장을 지냈다. 1947년 스테티니어스와 친구 라이베리아의 대통령 윌리엄 터브먼은 아프리카 국가의 개발을 위하여 기금들을 마련하는 데 라이베리아 정부와 미국의 재정가들 사이에 파트너십 라이베리아 회사를 형성하는 도움을 주었다. 자신의 퇴직 동안 스테티니어스는 래피던강에 놓인 자신의 버지니아주 사유지 호스슈에서 살았다. 1949년 10월 31일 그는 코네티컷주 그리니치에 있는 누이의 자택에서 49세의 나이에 관상 동맥 질환의 혈전증으로 사망하여 뉴욕주 로커스트 밸리 묘지에 있는 가족 토지에 안장되었다.

## 기록 보관소
버지니아 대학교에 있는 앨버트 앤드 셜리 스몰 특별 수집 도서관에 스테티니어스의 1,000개 이상 상자들의 방대한 기록이 보관되어 있다.